# Afroleptomydas paganus
Afroleptomydas paganus är en tvåvingeart som först beskrevs av Gerstaecker 1868.  Afroleptomydas paganus ingår i släktet Afroleptomydas och familjen Mydidae. Inga underarter finns listade i Catalogue of Life.